# パハウ・フモン文字
パハウ・フモン文字（英語: Pahawh Hmong script、RPA: Phajhauj Hmoob）は、ミャオ語（モン語、フモン語）の表記体系のひとつで、1959年にラオス北部とベトナムの国境地帯に住むション・ルー・ヤンによって発明された。左から右に書かれるアルファベットの一種であるが、音節から頭子音と、それ以外の韻に対して文字を定義し、その2文字によってひとつの音節を表す。この点は中国の注音符号に多少似ている。また韻を頭子音の前に置くところに特徴がある。

## 成立

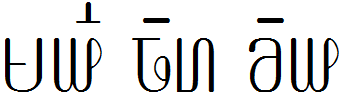
パハウ・フモン文字で書かれた「ション・ルー・ヤン」

20世紀はじめには、ミャオ語は無文字言語であった。その後、キリスト教宣教師によってポラード文字、注音符号、ラテン文字などを使ったミャオ語の表記方法が開発された。
ション・ルー・ヤンは文盲の農民だったが、1959年以降に神の啓示によって文字を示されたという。ション・ルー・ヤンはその後も文字の改革を続けたが、彼の影響の拡大を恐れる政府の兵士によって1971年に暗殺された。
パハウ・フモン文字は普及しているというには程遠い状態だが、モン族はション・ルー・ヤンとパハウ・フモン文字に大きな誇りを持っている。
なお、ション・ルー・ヤンは他にモン・クメール語派のクム語のための文字も作ったというが、現存していない。

## 特徴
パハウ・フモン文字では、音節を頭子音と韻（頭子音以外の部分）に分け、それぞれを1文字で記す。ひとつの音節は、韻を先に、頭子音を後に書くことで表される。頭子音を表記しなかった場合、暗黙の頭子音 k があるものと見なされる。また、韻を表記しなかった場合、暗黙の韻 au （中平調）があると見なされる。ただし、省略するとあいまいさが生じる場合には au が明示的に書かれる。
ミャオ語の複雑な頭子音体系を反映し、頭子音を表わす文字は60種類ある。これらは20種類の文字の上に2種類のダイアクリティカルマークを加えることで実現されているが、ダイアクリティカルマークのある文字とない文字の間に、音声上はっきりした関係は存在しない。60種類のうち2種類は Hmong Njua（青苗）方言専用の文字である。
韻の表記方法はバージョンによって異なるが、もっとも普及している第3版では、（声調を除いた）13種類の韻のそれぞれに2種類の文字を割りあて、それぞれ高平調と中昇調を表す。それ以外の6種類の声調は、その2種類の文字の上に3種類のダイアクリティカルマークを加えることで表す。
ほかに、数字や句切り符号、踊り字なども存在する。

## Unicode
パハウ・フモン文字は2014年のUnicode 7.0で追加多言語面(SMP)のブロックU+16B00..U+16B8Fを与えられた。
| Pahawh Hmong |   |   |   |   |   |   |   |   |   |   |   |   |   |   |   |   |
|              | 0 | 1 | 2 | 3 | 4 | 5 | 6 | 7 | 8 | 9 | A | B | C | D | E | F |
| U+16B0x      | 𖬀 | 𖬁 | 𖬂 | 𖬃 | 𖬄 | 𖬅 | 𖬆 | 𖬇 | 𖬈 | 𖬉 | 𖬊 | 𖬋 | 𖬌 | 𖬍 | 𖬎 | 𖬏 |
| U+16B1x      | 𖬐 | 𖬑 | 𖬒 | 𖬓 | 𖬔 | 𖬕 | 𖬖 | 𖬗 | 𖬘 | 𖬙 | 𖬚 | 𖬛 | 𖬜 | 𖬝 | 𖬞 | 𖬟 |
| U+16B2x      | 𖬠 | 𖬡 | 𖬢 | 𖬣 | 𖬤 | 𖬥 | 𖬦 | 𖬧 | 𖬨 | 𖬩 | 𖬪 | 𖬫 | 𖬬 | 𖬭 | 𖬮 | 𖬯 |
| U+16B3x      | 𖬰  | 𖬱  | 𖬲  | 𖬳  | 𖬴  | 𖬵  | 𖬶  | 𖬷 | 𖬸 | 𖬹 | 𖬺 | 𖬻 | 𖬼 | 𖬽 | 𖬾 | 𖬿 |
| U+16B4x      | 𖭀 | 𖭁 | 𖭂 | 𖭃 | 𖭄 | 𖭅 |   |   |   |   |   |   |   |   |   |   |
| U+16B5x      | 𖭐 | 𖭑 | 𖭒 | 𖭓 | 𖭔 | 𖭕 | 𖭖 | 𖭗 | 𖭘 | 𖭙 |   | 𖭛 | 𖭜 | 𖭝 | 𖭞 | 𖭟 |
| U+16B6x      | 𖭠 | 𖭡 |   | 𖭣 | 𖭤 | 𖭥 | 𖭦 | 𖭧 | 𖭨 | 𖭩 | 𖭪 | 𖭫 | 𖭬 | 𖭭 | 𖭮 | 𖭯 |
| U+16B7x      | 𖭰 | 𖭱 | 𖭲 | 𖭳 | 𖭴 | 𖭵 | 𖭶 | 𖭷 |   |   |   |   |   | 𖭽 | 𖭾 | 𖭿 |
| U+16B8x      | 𖮀 | 𖮁 | 𖮂 | 𖮃 | 𖮄 | 𖮅 | 𖮆 | 𖮇 | 𖮈 | 𖮉 | 𖮊 | 𖮋 | 𖮌 | 𖮍 | 𖮎 | 𖮏 |